# Conquista de Santarém
A Conquista de Santarém teve lugar no dia 15 de março de 1147, durante a Reconquista, quando as tropas do Reino de Portugal, sob a liderança de Afonso I de Portugal capturaram a cidade de Santarém, que estava sob ocupação moura. É considerada a primeira "operação especial" da história de Portugal.

## Contexto
A cidade de Santarém fora em 1093 entregue pelo emir de Badajoz ao rei Afonso VI de Leão, porém em 1111 foi reconquistada pelos Almorávidas, uma dinastia de origem berbere que reunificou o Andaluz sob a sua autoridade. Já antes do ataque de 1147 o rei de Portugal, D. Afonso Henriques quisera conquistar Santarém. Em 1142, D. Afonso Henriques tentou conquistar Lisboa com a ajuda de uma frota de cruzados a caminho da Terra Santa, porém, debalde. Tanto Lisboa como Santarém encontravam-se bem defendidas e abastecidas de vitualhas, para além de que o monarca não conseguiu mobilizar os efectivos necessários à conquista daquelas cidades e perdeu o apoio dos cruzados na ocasião.
Em 1143 veio a Portugal o legado papal Guido de Vico e D. Afonso Henriques aproveitou para solicitar ajuda internacional à conquista de território aos mouros. No ano seguinte, a queda de Edessa em 1144 resultou no apelo por parte do Papa Eugénio III por uma nova cruzada, pregada por toda a Europa pelo abade Bernardo de Claraval, entre outros.
Em finais de 1146 ou inícios de 1147 chegou a D. Afonso Henriques uma carta do abade de Claraval, que lhe dava conta que uma nova frota de cruzados passaria em breve por Portugal a caminho da Terra Santa. D. Afonso Henriques pretendeu neutralizar Santarém para assim isolar Lisboa e deixar o caminho para esta cidade em aberto antes que chegassem os cruzados.
Santarém era, porém, uma das mais seguras cidades muçulmanas no ocidente peninsular e cercá-la exigia muitos homens, recursos e tempo, que D. Afonso não dispunha. Logo, o rei determinou tomá-la com recurso a um arriscado ataque nocturno furtivo.

## Preparação

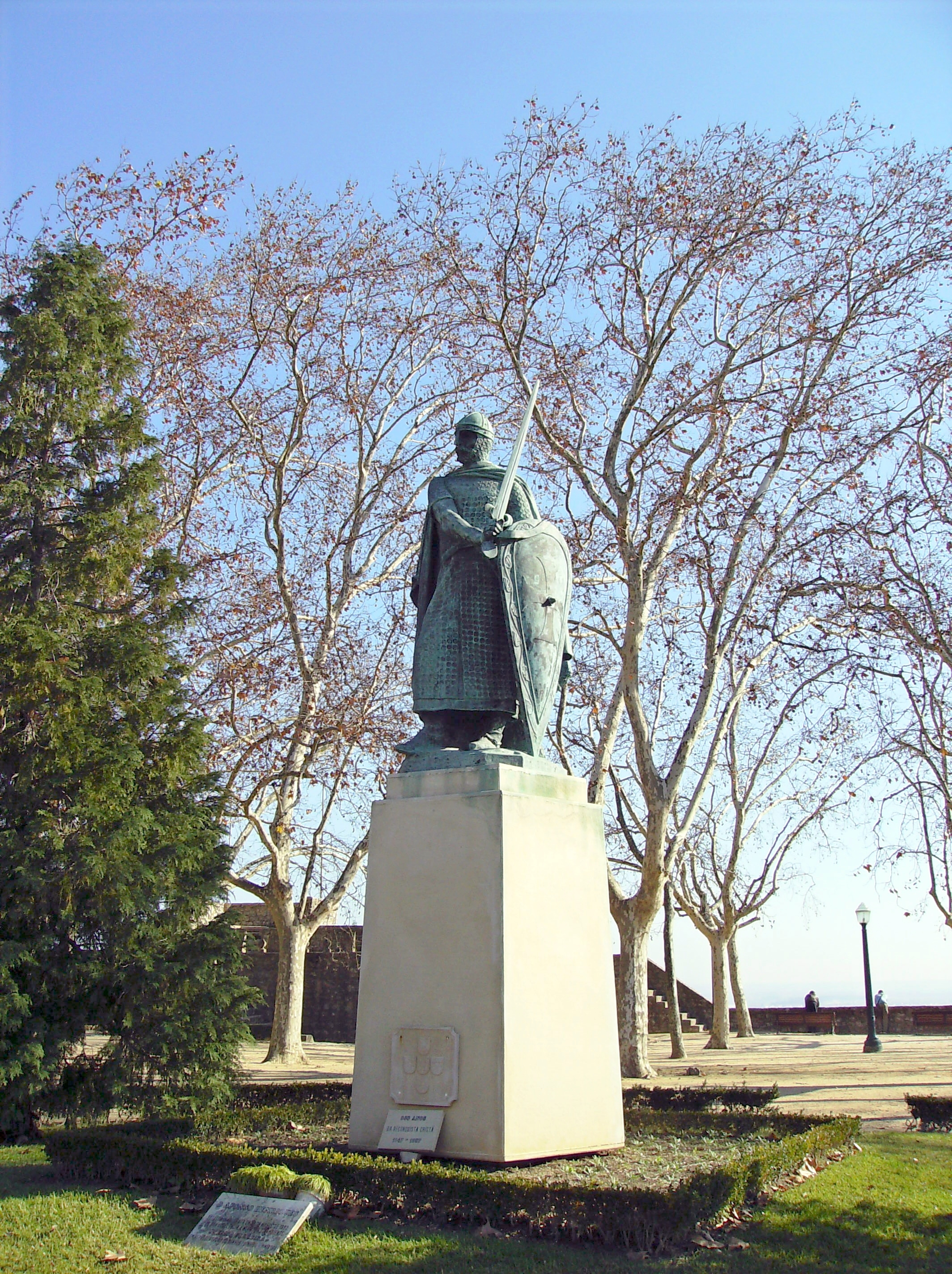
Estátua de D. Afonso Henriques no castelo de Santarém, na (Porta do Sol).

O ataque a Santarém exigia a recolha de informações minuciosas quanto às defesas da cidade. Para esta missão de reconhecimento foi escolhido Mem Ramires, enviado a Santarém sob o pretexto de falar com os prisioneiros capturados em Soure durante um ataque muçulmano em 1144.
O plano do ataque a Santarém foi mantido em grande segredo e, fora Mem Ramires, o rei só o revelou a Lourenço Viegas de Ribadouro, Gonçalo Mendes de Sousa, o alferes Pedro Pais da Maia e mais dois cavaleiros para lhes pedir a opinião. A estes juntou-se mais tarde o prior do mosteiro de Santa Cruz de Coimbra D. Teotónio, a quem o rei pediu preces.
As hostes só podiam ser chamadas para a guerra por um período limitado de três meses. De forma a poupá-las para o planeado ataque a Lisboa, D. Afonso Henriques reuniu um contingente muito reduzido de homens para o ataque a Santarém, provavelmente reunidos de entre os cavaleiros-vilões e homens das milícias concelhias de Coimbra, escolhidos a dedo. O sigilo foi mantido e quando a hoste portuguesa partiu de Coimbra, mais ninguém sabia qual o objectivo da campanha.

## Marcha em direcção a Santarém
A 10 de março de 1147, numa segunda-feira cedo pela manhã, D. Afonso Henriques partiu de Coimbra com 250 de seus melhores cavaleiros. De forma a evitar que fossem detectados, os portugueses seguiram por caminhos secundários e levavam mantimentos para não serem detectados a forragear. Caída a noite, a hoste portuguesa acampou em "Alfafar". No dia seguinte acamparam em "Cornudelos". Aqui, o rei enviou o moçárabe Martim Mohab para a Santarém com dois companheiros incumbidos de avisar as autoridades e habitantes da cidade que no sábado expirariam umas tréguas anteriormente firmadas, para a qual fora requerida uma notificação de três dias. Com isto pretendia o rei avisar os líderes da comunidade de moçárabes que um ataque estava para breve.

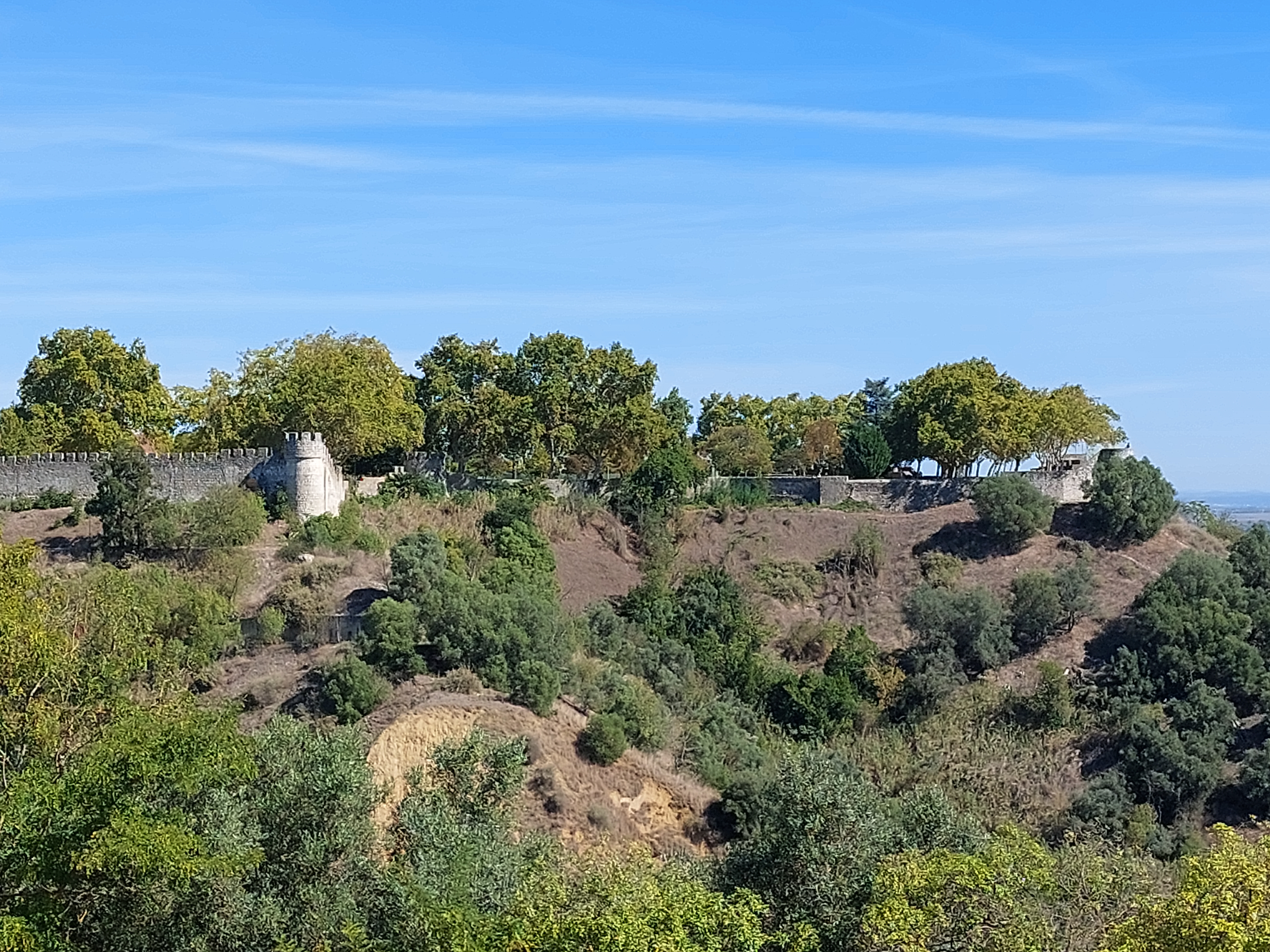
A alcáçova de Santarém.

Na quarta-feira acamparam perto de Ourém. Aqui juntou-se novamente à hoste Martim Mohab e os seus companheiros, de regresso de Santarém. Na quinta seguiram pela serra de Candeeiros até Pernes, alcançada na alvorada de sexta-feira 14.
Em Pernes o rei proferiu um discurso aos seus homens, aos quais relembrou os estragos causados pelos muçulmanos à região de Coimbra em ataques recentes por destacamentos partidos de Santarém e revelou-lhes finalmente o objectivo da expedição, bem como o plano de ataque. Dez grupos de 12 homens cada, comandados por Mem Ramires, escalariam as muralhas de Santarém a coberto da escuridão com escadas, fariam sinal aos restantes combatentes à espera no exterior e abrir-lhes-iam as portas. Para tranquilizar os combatentes que se sentiram reticentes devido ao perigo para a pessoa do rei, Afonso Henriques convenceu-os de que subornara as sentinelas muçulmanas e contava com o seu conluio. Caída a noite na sexta feira de 14, partiram de Pernes em direcção a Santarém, a 25 km de distância, deixando para trás as tendas e tudo o que pudesse atrasar o passo. Mem Ramires comandava a vanguarda e o rei a rectaguarda.

## Conquista de Santarém

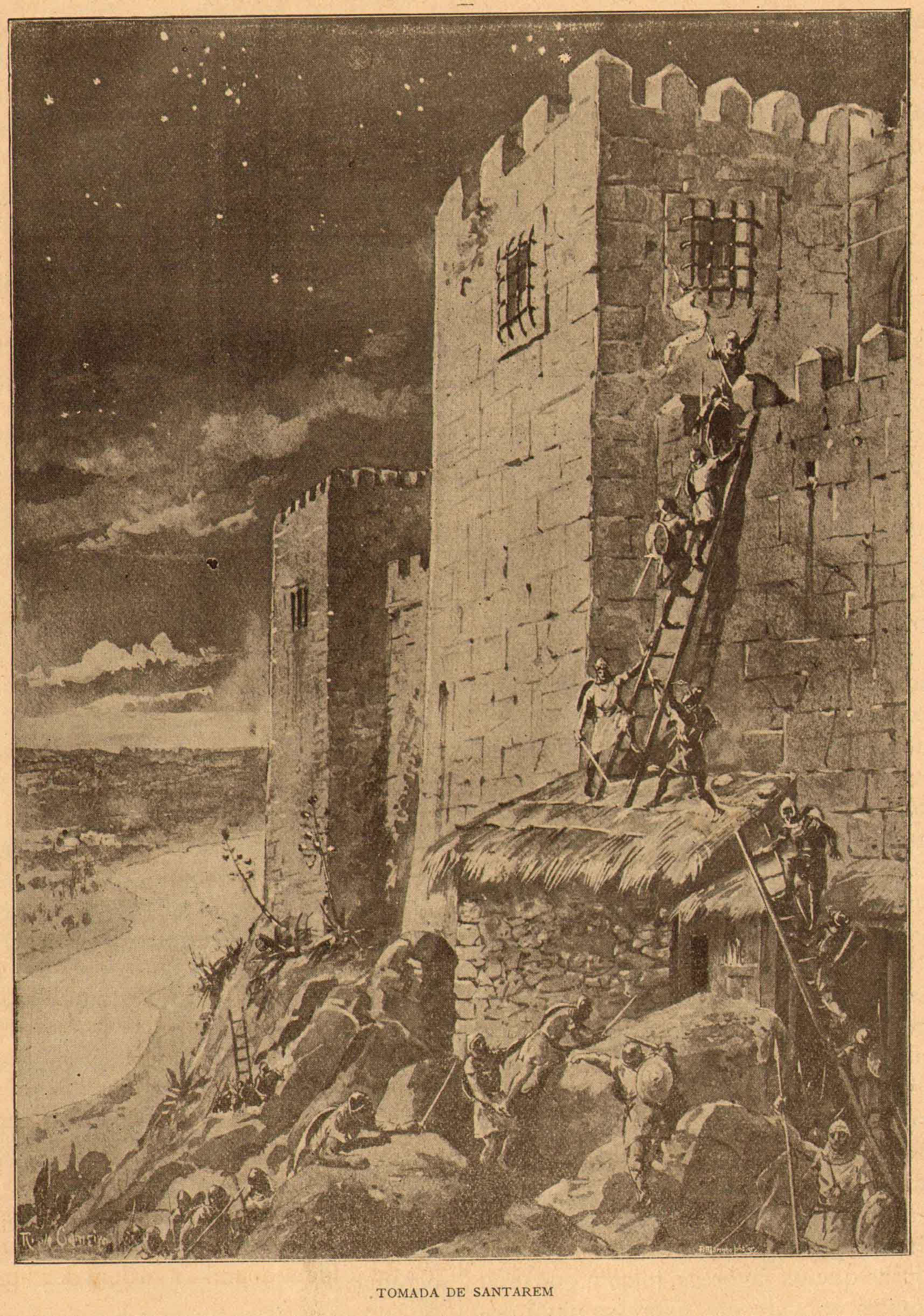
Tomada de Santarém, ilustrada por Roque Gameiro.

Os cavalos foram deixados num local afastado para que os seus relinchos não alertassem os muçulmanos. O grosso dos combatentes escondeu-se num vale entre o Monte Iraz e a Fonte das Figueiras ou da Atamarma, mais perto desta, a dezenas de metros dos arrabaldes de Santarém. As defesas de Santarém resumiam-se à elevada alcáçova e uma muralha que protegia o bairro do Alporão, mandada construir alguns anos antes por Seyr Ibn Abu Bakr, comandante almorávida.
Chegados perto das muralhas, Mem Ramires e os seus homens detectaram duas sentinelas e esperaram em silêncio até o que o cansaço as obrigasse a recolher. Partidas as sentinelas para dormir algumas horas mais tarde, os dez grupos avançaram até às muralhas cada um com uma escada e treparam para os telhados das casas encostadas à muralha. Uma das escadas, porém, tombou sobre os telhados e, antes que tivessem subido mais do que três homens às muralhas, os portugueses foram detectados pelas sentinelas, que deram o alarme gritando três vezes "nazarenos!".
 

Dado por Mem Ramires o grito de Santiago!, seguiu-se um violento combate corpo-a-corpo e, ao mesmo tempo que um grupo de portugueses se aproximava das portas a partir do interior, D. Afonso Henriques aproximou-se com os seus soldados pelo exterior, também ao som de Santiago! e Santa Maria!; um malho de ferro foi passado por cima da muralha aos do interior, com que destruíram os ferrolhos enquanto um grupo do exterior arrombava as portas à machadada, permitindo assim a entrada dos restantes combatentes portugueses.

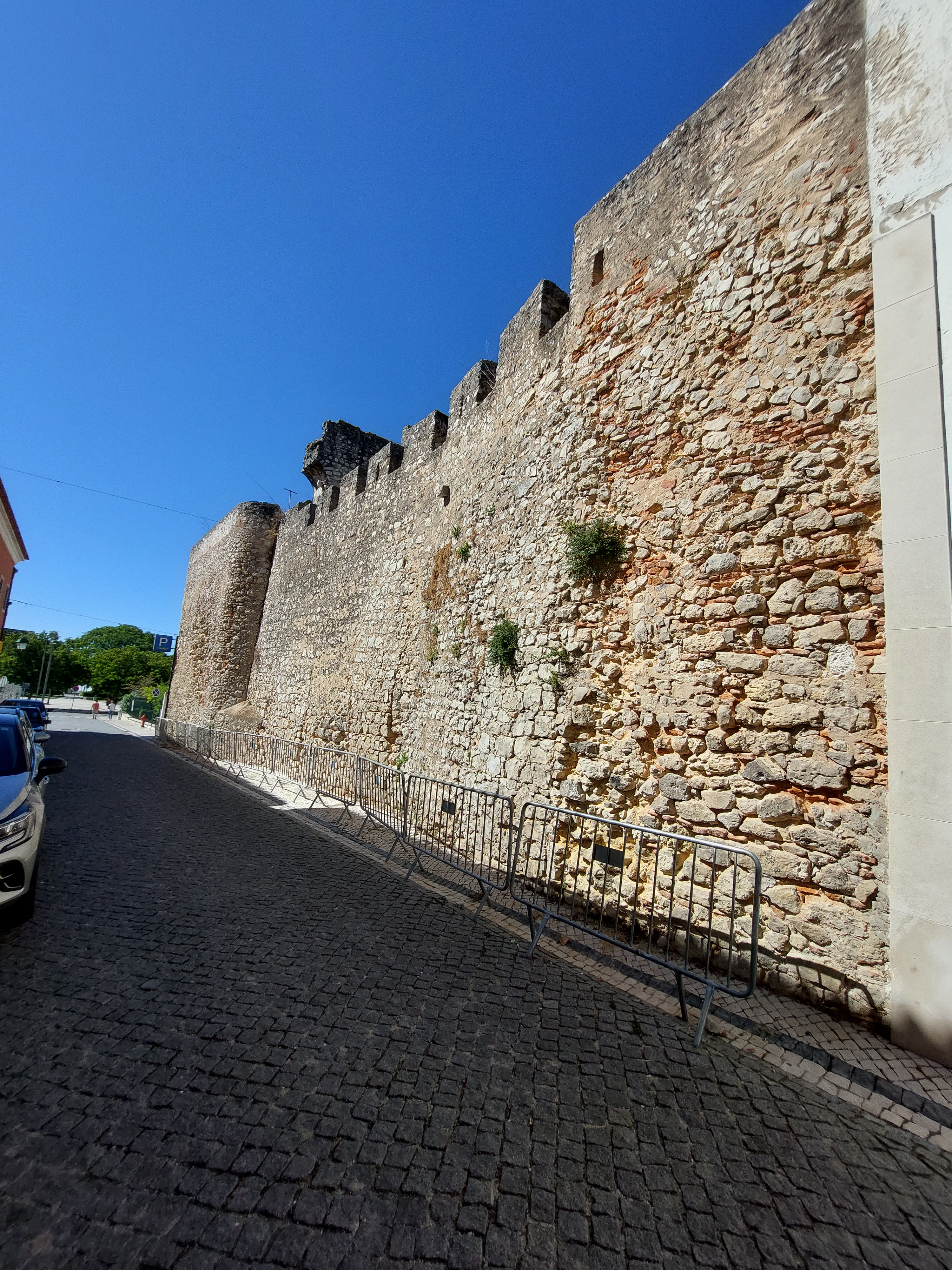
Ruínas das muralhas de Santarém.

Grande número de muçulmanos foram mortos quando os portugueses penetraram na cidade em direcção à alcáçova. Clareada a manhã, a vila encontrava-se em posse das forças de Afonso Henriques.

## Resultado

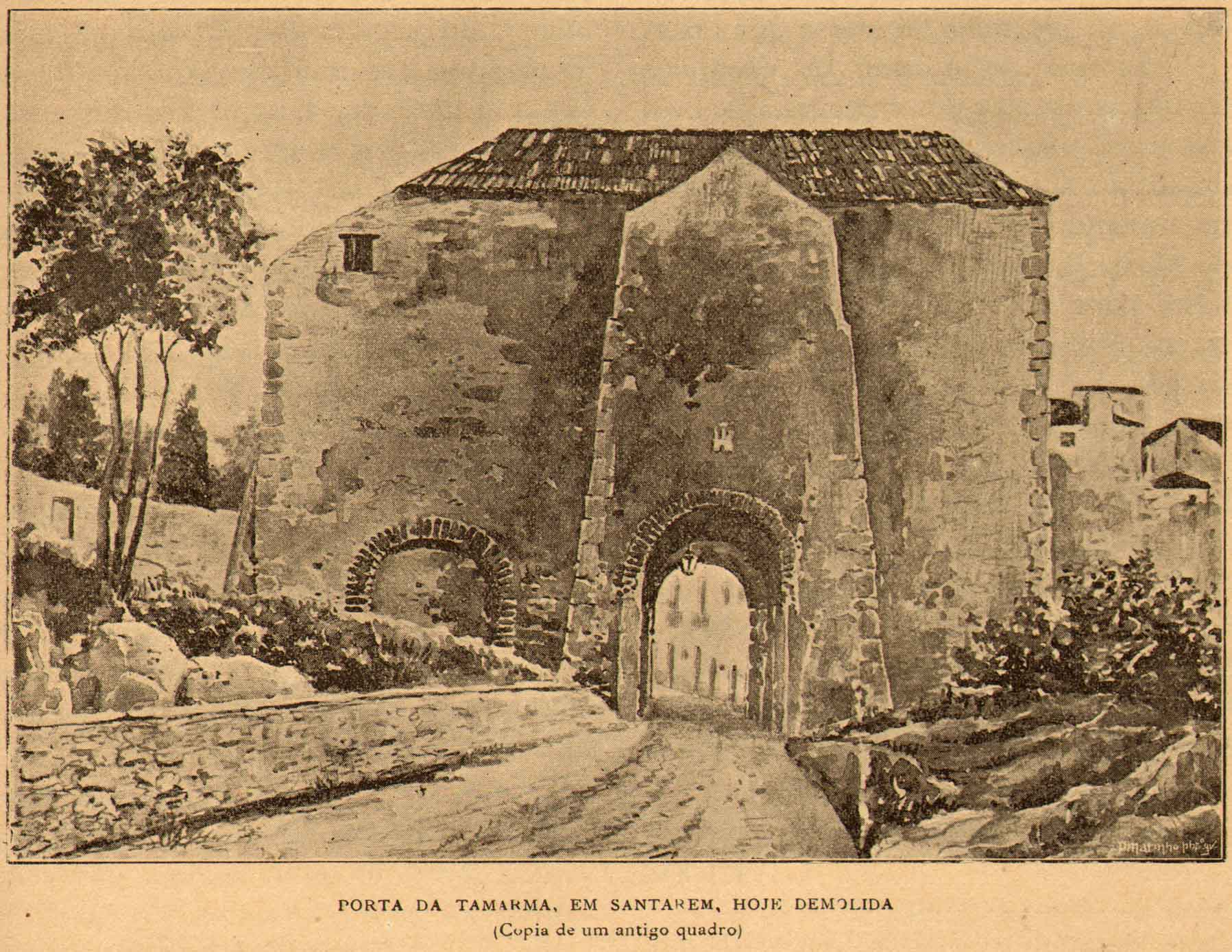
Antiga porta da Atamarma, hoje demolida.

O alcaide de Santarém, Auzecri ou Abu Zacarias sobreviveu ao ataque e fugiu em direcção a Sevilha com os homens que lhe restavam.
Conquistada Santarém, o caminho para Lisboa ficava em aberto. É provável que após alguns dias a organizar as defesas de Santarém, Afonso Henriques tenha partido de regresso a Coimbra para aguardar a chegada dos cruzados e preparar o ataque a Lisboa. Seria conquistada em Outubro, com a ajuda de uma frota cruzada da Segunda Cruzada, que parou em Portugal, enquanto se dirigiam para a Terra Santa.